# USS Sakatonchee (AOG-19)
USS Sakatonchee (AOG-19) – amerykański tankowiec typu Mettawee z okresu II wojny światowej.
Stępkę jednostki, pod oznaczeniem MC hull 901, położono 13 sierpnia w stoczni East Coast Shipyard Inc. Bayonne (stan New Jersey). Zwodowano go 22 maja 1943, matką chrzestną była Mary Abate. Jednostka została nabyta przez US Navy od Maritime Commission 15 stycznia 1944 i weszła do służby 17 stycznia 1944, pierwszym dowódcą został por. Frederick C. Steinmetz.

## Służba w czasie II wojny światowej
Po dziewiczym rejsie po wodach wschodniego wybrzeża USA „Sakatonchee” popłynął najpierw na Arubę, a później przez Kanał Panamski do Milne Bay na Nowej Gwinei, gdzie dotarł 26 maja 1944. Zaopatrywał w produkty petrochemiczne wysunięte bazy na zachodniej Nowej Gwinei, między innymi wyspy Biak i Noemfoor. Wspierał kampanię na Palawan, gdzie alianci lądowali 28 lutego 1945 i na Balikpapanie, gdzie lądowanie było 1 lipca 1945.

## Okres powojenny
W styczniu 1946 zawinął do San Francisco. Wycofany ze służby 29 marca. Skreślony z listy jednostek floty 1 maja. Przekazany Maritime Commission 1 lipca. Złomowany w 1964.

## Medale i odznaczenia
„Sakatonchee” otrzymał trzy battle stars za służbę w czasie II wojny światowej.
Załoga jednostki była uprawnienia do noszenia następujących odznaczeń:
- Medal Kampanii Amerykańskiej
- Medal Kampanii Azji-Pacyfiku (3)
- Medal Zwycięstwa w II Wojnie Światowej